# Østlig takvinge
Østlig takvinge (Nymphalis xanthomelas) er en sommerfugl i takvingefamilien. Den er udbredt i det østlige Europa fra de baltiske lande i nord til Grækenland i syd og videre gennem Asien til Stillehavet og Japan. Østlig takvinge holder til i lysninger i skove og skovbryn, gerne ved piletræer. Den østlige takvinge flyver fra april-juni og igen, når de nye voksne individer kommer frem i juli-september.

## Forekomst i Danmark
Arten er en stor sjældenhed i Danmark, da den kommer fra noget østligere egne. Tilbage i 1954 var der en "invasion" af østlig takvinge på Bornholm, hvor der blev indsamlet fem eksemplarer. I i 2003 var der en ny bølge af østlig takvinge, der er blevet set i flere steder i Danmark.

## Udseende
Det er meget svært at kende den østlige takvinge fra kirsebærtakvingen. Kun farven på benene er et sikkert tegn til at skelne mellem de to arter. Kirsebærtakvingen har sorte hår på benene, mens østlig takvinge har gule hår.

## Livscyklus
Den østlige takvinge har en enkelt generation om året. De voksne individer overvintrer som hos mange andre takvinger.

## Foderplanter
Pil, asp og elm.

## Galleri
| Galleri med danske arter i Takvingefamilien |
| --- |
| Egentlige takvinger ↓ - Perlemorsommerfugle ↓ Randøjer ↓ - Monark - Leptidea sinapis - Iris - Apatura iris - Poppelsommerfugl - Limenitis populi - Hvid admiral - Limenitis camilla Egentlige takvinger - Kirsebærtakvinge - Nymphalis polychloros - Østlig takvinge - Nymphalis xanthomelas - Det hvide L - Nymphalis vaualbum - Sørgekåbe - Nymphalis antiopa - Dagpåfugleøje - Aglais io - Admiral - Vanessa atalanta - Tidselsommerfugl - Vanessa cardui - Nældens takvinge - Aglais urticae - Det hvide C - Polygonia c-album - Nældesommerfugl - Araschnia levana Pletvinger - Okkergul pletvinge Melitaea cinxia - Mørk pletvinge Melitaea diamina - Brun pletvinge Mellicta athalia - Askepletvinge Euphydryas maturna - Hedepletvinge Euphydryas aurinia Perlemorsommerfugle - Kejserkåbe Argynnis paphia - Østlig perlemorsommerfugl - Argynnis laodice - Markperlemorsommerfugl Argynnis aglaja - Skovperlemorsommerfugl Argynnis adippe - Klitperlemorsommerfugl - Argynnis niobe - Storplettet perlemorsommerfugl Issoria lathonia - Engperlemorsommerfugl Brenthis ino - Moseperlemorsommerfugl Boloria aquilonaris - Brunlig perlemorsommerfugl Boloria selene - Rødlig perlemorsommerfugl Boloria euphrosyne - Violet perlemorsommerfugl Clossiana dia Randøjer - Galathea Melanargia galathea - Sandrandøje Hipparchia semele - Skovbjergrandøje Erebia ligea - Græsrandøje Maniola jurtina - Engrandøje Aphantopus hyperanthus - Buskrandøje Pyronia tithonus - Moserandøje Coenonympha tullia - Okkergul randøje Coenonympha pamphilus - Perlemorrandøje Coenonympha arcania - Herorandøje Coenonympha hero - Skovrandøje Pararge aegeria - Vejrandøje Lasiommata megera - Skovvejrandøje Lasiommata maera - Bjergvejrandøje Lasiommata petropolitana |